# Muralles de Florència
Les Muralles de Florència són l'antic recinte defensiu de la ciutat de Florència. Creades amb la pròpia ciutat, s'han comptat sis traçats distints, l'últim dels quals es remunta a la meitat del Cinquecento. Les muralles de la part nord de l'Arno de la ciutat van ser abatudes en el curs del segle xix per crear els Vials de circumval·lació (Viali di Circonvallazione), deixant així i tot les portes d'accés, mentre les parts de la zona sud, la del barri d'Oltrarno, encara són visibles i ben conservades.
Les excavacions efectuades han permès datar la primitiva muralla romana, entre els anys 15 aC i 30 aC. La ciutat tenia una forma quadrada, típica de les colònies fundades sobre la base del model de quadre del castrum romà, amb el fòrum, en la seva part central, on s'encreuaven les vies principals: la cardo i la decumanus. El cercle tenia un perímetre de prop de 1800 metres (costats d'uns 400 x 500 m) i una superfície de 20 hectàrees.
La determinació del nombre dels recintes murallats no és unànima en tots els estudiosos. Altres autors posen en dubte l'existència de la que es considera el «segon recinte», el romà d'Orient i no compten com nou recinte el reforçament canosiano (seria el «quart recinte»), pel que només n'hi hauria quatre en lloc de sis. Altres també compten el reforçament del segle xvi com l'últim traçat.